# Yoshika Matsubara
Yoshika Matsubara (松原 良香, Matsubara Yoshika) est un footballeur japonais né le 19 août 1974 à Hamamatsu. Il est attaquant.

## Parcours d'entraîneur
- nov .2015 :  SC Sagamihara
- fév. 2023-sep. 2023 :  Iwate Grulla Morioka